# پاجو (بوتان)
پاجو (به لاتین: Pajo) یک منطقهٔ مسکونی در بوتان (کشور) است که در Punakha District واقع شده‌است.